# Autostrada M51 (Węgry)
Autostrada M51 (węg. M51-es autóút) – częściowo projektowana autostrada na Węgrzech w pobliżu miasta Budapeszt.